# 2003年の音楽
2003年の音楽（2003ねんのおんがく）では、2003年の音楽分野に関する動向をまとめる。
2002年の音楽-2003年の音楽-2004年の音楽

## 概要
- 前年に引き続き、2年連続でミリオンセラーは1作のみ。この後年間チャートに限ると、2006年までミリオンシングルは登場せず。
- SMAPの『世界に一つだけの花』が大ヒット。グループ最大のセールス、21世紀初のダブルミリオン(200万枚）シングル（後にトリプルミリオン）などの記録を残した。
- 発売は2000年でありながら、中島みゆきの「地上の星／ヘッドライト・テールライト」がヒット。この作品は途切れることなくオリコンシングルチャートで超ロングヒットを続けており、前年末の第53回NHK紅白歌合戦で歌唱されたことから、年始にチャートを急上昇し、登場130週目で週間1位を獲得した。

## 詳細

### 1月
- 月中 - 中島みゆきの「地上の星」が発売から2年6ヶ月にしてオリコン週間シングルチャートで1位に急上昇した。

### 2月
- 5日、12日、19日、26日 - ゆずがデビュー以来初の4週連続シングルリリースを決行。
- 14日 - バレンタインの日にI WiSHがシングル「明日への扉」でCDデビュー。

### 3月
- 5日 - SMAPがこの日に2002年発売のアルバムの収録曲「世界に一つだけの花」がCDシングルとして発売される。

### 4月
- 月中 - アップルがオンライン音楽配信サービス「ITunes Music Store」を開始[1]。
- 1日 - 前年3月より膵炎の病気療養で活動休止していた坂本冬美が、この日放送の「NHK歌謡コンサート」の出演で活動再開。

### 5月
- 5日 - 保田圭がモーニング娘。を卒業した。
- 12日 - この日のオリコン週間シングルチャートで、森山直太朗の「さくら」が1位にランクアップした。
- 26日 - この日のオリコン週間シングルチャートで、森山直太朗の「さくら」が3週連続1位を達成。

### 6月
- 4日 - 沖縄県出身のミクスチャーバンド、ORANGE RANGEがシングル「キリキリマイ」でメジャーデビュー。
- 25日 - サザンオールスターズがデビュー25周年を迎える。

### 9月
- 10日 - 大塚愛がシングル「桃ノ花ビラ」でデビュー。

### 10月
- 11日 - THEE MICHELLE GUN ELEPHANT解散。

### 12月
- 17日 - 平原綾香がデビュー。

## 洋楽シングル
- 50セント – イン・ダ・クラブ
- Alcazar – Not a Sinner Nor a Saint
- Avril Lavigne – I'm With You
- Avril Lavigne – Sk8ter Boi
- Bad Cash Quartet – Midnight Prayer
- ビヨンセ feat. Jay-Z – 「クレイジー・イン・ラヴ」
- The Black Eyed Peas – Where Is The Love?|Where is the Love?
- ブラー – Crazy Beat
- ブリトニー・スピアーズ – Everytime
- ブリトニー・スピアーズ – Toxic
- Broder Daniel – Shoreline
- カーディガンズ – For What's It Worth
- カーディガンズ – You're the Storm
- カイリー・ミノーグ - 「スロウ」
- t.A.T.u. - 「オール・ザ・シングス・シー・セッド」「ノット・ゴナ・ゲット・アス」
- ヒラリー・ダフ - 「ソー・イエスタデイ」
- レディオヘッド - 「ゼア・ゼア」
- ロビー・ウィリアムズ - 「Feel」
- ウィル・ヤング - 「リーヴ・ライト・ナウ」

## 洋楽アルバム
- ビヨンセ - 『デンジャラスリィ・イン・ラヴ』
- ヒラリー・ダフ : Metamorphosis
- セリーヌ・ディオン : One Heart
- ダイド : Life for Rent
- Dixie Chicks : Home
- エミネム : 8 Mile Soundtrack
- Evanescence: Fallen
- Jay-Z: The Black Album
- アリシア・キーズ：『ダイアリー・オブ・アリシア・キーズ』
- John Mayer : Heavier Things
- Led Zeppelin : How the West Was Won
- リンキン・パーク - 『メテオラ』
- Marilyn Manson : The Golden Age of Grotesque
- ウィル・ヤング『フライデーズ・チャイルド』

## 日本のシングル
- 3年ぶりに活動を再開したサザンオールスターズが2作チャートイン。中でも、デビュー25周年の企画シングルとして再発された「勝手にシンドバッド」は、幾度と再発及びベストアルバムへの収録があるにも拘わらず、シングル単体で約30万枚（セット）を売りあげる異例のヒットとなった。
- 2年ぶりのシングルとなった福山雅治の「虹／ひまわり／それがすべてさ」がヒット。ミリオンセラーにはならなかったが、1995年のH Jungle With tの「WOW WAR TONIGHT 〜時には起こせよムーヴメント」以来となる週間チャート5週連続1位を記録した。
- 森山直太朗の「さくら」がロングヒット。発売から約1年後の翌2004年5月にミリオンセラーを達成した。
- Mr.Childrenの「HERO」が同バンドでは1997年以来の年間TOP10を獲得し、この年から2008年まで6年連続年間TOP10入りを果たす。

### 年間TOP50 (日本)
※集計期間 2002年12月2日付 - 2003年11月24日付
集計会社 オリコン
- 1位 SMAP：「世界に一つだけの花（シングル・ヴァージョン）」
- 2位 福山雅治：「虹／ひまわり／それがすべてさ」
- 3位 宇多田ヒカル：「COLORS」
- 4位 森山直太朗：「さくら (独唱)」
- 5位 RUI：「月のしずく」
- 6位 I WiSH：「明日への扉」
- 7位 サザンオールスターズ：「涙の海で抱かれたい 〜SEA OF LOVE〜」
- 8位 浜崎あゆみ：「&」
- 9位 Mr.Children：「HERO」
- 10位 ロードオブメジャー：「大切なもの」
- 11位 中島みゆき：「地上の星／ヘッドライト・テールライト」
- 12位 B'z：「IT'S SHOWTIME!!」
- 13位 一青窈：「もらい泣き」
- 14位 KinKi Kids：「薄荷キャンディー」
- 15位 Every Little Thing：「UNTITLED 4 ballads」
- 16位 EXILE：「Breezin' 〜Together〜」
- 17位 KinKi Kids：「永遠のBLOODS」
- 18位 175R：「空に唄えば」
- 19位 B'z：「野性のENERGY」
- 20位 CHEMISTRY：「It Takes Two／SOLID DREAM／MOVE ON」
- 21位 夏川りみ：「涙そうそう」
- 22位 KinKi Kids：「心に夢を君には愛を／ギラ☆ギラ」
- 23位 サザンオールスターズ：「勝手にシンドバッド」
- 24位 倖田來未：「real Emotion／1000の言葉」
- 25位 稲葉浩志：「KI」
- 26位 氷川きよし：「白雲の城」
- 27位 FLOW：「贈る言葉」
- 28位 ロードオブメジャー：「雑走／足跡」
- 29位 BUMP OF CHICKEN：「ロストマン／sailing day」
- 30位 175R：「ハッピーライフ」
- 31位 光永亮太：「Always」
- 32位 浜崎あゆみ：「No way to say」
- 33位 J-FRIENDS：「Love Me All Over」
- 34位 ポルノグラフィティ：「メリッサ」
- 35位 ORANGE RANGE：「上海ハニー」
- 36位 浜崎あゆみ：「forgiveness」
- 37位 嵐：「ハダシの未来／言葉より大切なもの」
- 38位 V6：「Darling」
- 39位 平井堅：「Ring」
- 40位 玉置成実：「Believe」
- 41位 day after tomorrow：「moon gate」
- 42位 桜庭裕一郎：「お前やないと あかんねん」
- 43位 ケツメイシ：「夏の思い出」
- 44位 平井堅：「LIFE is... 〜another story〜」
- 45位 椎名林檎：「茎 (STEM) 〜大名遊ビ編〜」
- 46位 CHEMISTRY：「アシタヘカエル／Us」
- 47位 中島みゆき：「銀の龍の背に乗って」
- 48位 長渕剛：「しあわせになろうよ」
- 49位 嵐：「とまどいながら」
- 50位 GLAY：「BEAUTIFUL DREAMER／STREET LIFE」

### インディーズシングル年間10
|      | 作品                                                           | レーベル           |
| ---- | -------------------------------------------------------------- | ------------------ |
| 1位  | ロードオブメジャー「大切なもの」                               | tearbridge records |
| 2位  | FLOW「贈る言葉」                                               | Fun City Records   |
| 3位  | ロードオブメジャー「雑走/足跡」                                | tearbridge records |
| 4位  | ロードオブメジャー「僕らだけの歌」                             | tearbridge records |
| 5位  | GOING STEADY「若者たち/夜王子と月の姫」                        | 初恋妄℃学園        |
| 6位  | GOING STEADY「青春時代」                                       | 初恋妄℃学園        |
| 7位  | Akeboshi「STONED TOWN」                                        | DA・LEMANS RECORDS |
| 8位  | クレイジーケンバンド「クリスマスなんて大嫌い!! なんちゃって♥」 | SUBSTANCE          |
| 9位  | 川嶋あい「天使たちのメロディー/旅立ちの朝」                    | TSUBASA RECORDS    |
| 10位 | 国仲涼子「琉球ムーン」                                         | Matrix Records     |

## 日本のアルバム
- アルバムのミリオンセラーは、前年と同じく7作。2年連続で2ケタを割った。
- 浜崎あゆみは、スタジオ・アルバムとベスト・アルバムの2作がTOP10中にチャートイン。
  - また、浜崎はこの年で4年連続年間アルバムチャート2位となっている。
- SMAPは『SMAP 015/Drink! Smap!』『SMAP 016/MIJ』の2作をチャートイン。前者については、アルバムの発売自体は前年の7月であるものの、この年3月にシングルカットされ爆発的ヒットとなった『世界に一つだけの花』が収録されていることからロングヒットに結びついた。
- 全体の売り上げは落ち込みつつあるが、邦楽・著名アーティスト以外の作品により、今までと違った形でヒットが多数生まれた。
  - 中国出身の古楽器演奏グループ・女子十二楽坊がヒット。インストゥルメンタルのアルバムとしては、史上初のミリオンセラーにもなった（オムニバス作品除く）。
  - HYの『Street Story』がヒット。シングル曲未収録（発売自体もない）、インディーズレーベルからの発売でありながら、最終的にはミリオンセラーを達成するロングヒットを記録。収録曲の『AM11:00』は、常にカラオケチャートで上位にチャートインする定番曲となった。
    - なお、インディーズ所属バンドによるのミリオンセラーは、これ以前にMONGOL800の『MESSAGE』がある。

  - ロシア出身のユニット・t.A.T.u.の同名アルバムが大ヒット。歌手活動以外の様々な騒動で物議を醸し、売り上げ以外の面でも話題となった。
  - 綾小路きみまろの漫談アルバムが、音楽以外のアルバムとしては異例のヒット。こちらも発売から6年がかりで、2009年に漫談アルバムとして史上初のミリオンセラーを記録した。

### 年間TOP50
※集計期間 2002年12月2日付 - 2003年11月24日付
集計会社 オリコン
- 1位 CHEMISTRY：『Second to None』
- 2位 浜崎あゆみ：『RAINBOW』
- 3位 B'z：『The Ballads 〜Love & B'z〜』
- 4位 桑田佳祐：『TOP OF THE POPS』
- 5位 BoA：『VALENTI』
- 6位 女子十二楽坊：『女子十二楽坊 〜Beautiful Energy〜』
- 7位 t.A.T.u.：『t.A.T.u.』
- 8位 浜崎あゆみ：『A BALLADS』
- 9位 HY：『Street Story』
- 10位 平井堅：『LIFE is...』
- 11位 CHEMISTRY：『Between the Lines』
- 12位 B'z：『BIG MACHINE』
- 13位 綾小路きみまろ：『綾小路きみまろ 爆笑スーパーライブ第1集! 中高年に愛を込めて…』
- 14位 中島美嘉：『LØVE』
- 15位 Every Little Thing：『Every Best Single 2』
- 16位 KICK THE CAN CREW：『magic number』
- 17位 ケツメイシ：『ケツノポリス3』
- 18位 一青窈：『月天心』
- 19位 Every Little Thing：『Many Pieces』
- 20位 175R：『Songs』
- 21位 MINMI：『Miracle』
- 22位 ゴスペラーズ：『アカペラ』
- 23位 SMAP：『SMAP 016/MIJ』
- 24位 倉木麻衣：『If I Believe』
- 25位 Dragon Ash：『HARVEST』
- 26位 アヴリル・ラヴィーン：『レット・ゴー』
- 27位 ロードオブメジャー：『ROAD OF MAJOR』
- 28位 椎名林檎：『加爾基 精液 栗ノ花』
- 29位 KinKi Kids：『F album』
- 30位 RIP SLYME：『TIME TO GO』
- 31位 ゆず：『すみれ』
- 32位 福山雅治：『fukuyama masaharu MAGNUM COLLECTION "SLOW"』
- 33位 EXILE：『Styles Of Beyond』
- 34位 ステイシー・オリコ：『ステイシー・オリコ』
- 35位 Various Artists：『8マイル 〜ミュージック・フロム・インスパイアード・バイ・ザ・モーション・ピクチャー』
- 36位 I WiSH：『伝えたい言葉 〜涙のおちる場所〜』
- 37位 SOUL'd OUT：『SOUL'd OUT』
- 38位 森山直太朗：『いくつもの川を越えて生まれた言葉たち』
- 39位 松浦亜弥：『T・W・O』
- 40位 久保田利伸：『THE BADDEST III』
- 41位 鬼束ちひろ：『Sugar High』
- 42位 globe：『8 Years 〜Many Classic Moments〜』
- 43位 KinKi Kids：『G album -24/7-』
- 44位 元ちとせ：『ノマド・ソウル』
- 45位 Do As Infinity：『TRUE SONG』
- 46位 SMAP：『SMAP 015/Drink! Smap!』
- 47位 GLAY：『rare collectives vol.2』
- 48位 竹内まりや：『Longtime Favorites』
- 49位 Various Artists：『機動戦士ガンダムSEED COMPLETE BEST』
- 50位 GLAY：『rare collectives vol.1』

### インディーズアルバム年間10
|      | 作品                                | レーベル                       |
| ---- | ----------------------------------- | ------------------------------ |
| 1位  | HY「Street Story」                  | 東屋慶名建設                   |
| 2位  | ロードオブメジャー「ROAD OF MAJOR」 | tearbridge records             |
| 3位  | MONGOL800「MESSAGE」                | TISSUE FREAK RECORDS/HIGH WAVE |
| 4位  | HY「Departure」                     | 東屋慶名建設                   |
| 5位  | 175R「Go!upstart!」                 | i hate Records/Limited Records |
| 6位  | Hawaiian6「ACROSS THE ENDING」      | PIZZA OF DEATH RECORDS         |
| 7位  | 吉田美和「beauty and harmony 2」    | DCT records                    |
| 8位  | 綾戸智絵「to you」                  | ewe records                    |
| 9位  | GOING STEADY「さくらの唄」          | Libra Records                  |
| 10位 | クレイジーケンバンド「777」         | SUBSTANCE                      |

## 日本のDVD&ビデオ

### DVD
- 1位 B'z『a BEAUTIFUL REEL. B'z LIVE-GYM 2002 GREEN 〜GO★FIGHT★WIN〜』
- 2位 SMAP『Smap! Tour! 2002!』
- 3位 椎名林檎『短篇キネマ 百色眼鏡』
- 4位 モーニング娘。『映像 ザ・モーニング娘。2〜シングルMクリップス〜』
- 5位 BoA『8 Films & more』
- 6位 レッド・ツェッペリン『レッド・ツェッペリン DVD』
- 7位 Mr.Children『wonederful world on DEC 21』
- 8位 モーニング娘。『モーニング娘。LOVE IS ALIVE! 2002夏 at 横浜アリーナ』
- 9位 氣志團『氣志團現象完全版-2000〜2002-』
- 10位 モーニング娘。『モーニング娘。CONCERT TOUR 2003春 "NON STOP!"』
- 11位 RIP SLYME『SHORTCUTS!』
- 12位 宇多田ヒカル『20代はイケイケ!』
- 13位 浜崎あゆみ『ayumi hamasaki COMPLETE LIVE BOX A』
- 14位 J-FRIENDS『J-FRIENDS Never Ending Spirit 1997-2003』
- 15位 キャロル『燃えつきるキャロル・ラストライブ』
- 16位 GLAY『GLAY HIGHCOMMUNICATIONS 2003』
- 17位 GLAY『いつか』
- 18位 CHEMISTRY『CHEMISTRY THE VIDEOS:2001-2002〜What You See Is What You Get〜』
- 19位 椎名林檎『賣笑エクスタシー』
- 20位 BoA『BoA FIRST LIVE TOUR 2003〜VALENTI〜』
- 21位 ザ・ビートルズ『ザ・ビートルズ・アンソロジー＜初回限定版＞』
- 22位 7AIR・SALT5・11WATER『シングルV「壊れない愛がほしいの/GET UP!ラッパー/BE ALL RIGHT!」』
- 23位 宇多田ヒカル『COLORS』
- 24位 堂本光一『Koichi Domoto SHOCK 完全版』
- 25位 MISIA『THE TOUR OF MISIA 2003 KISS IN THE SKY IN SPPORO DOME』
- 26位 福山雅治『嗚呼、大感謝祭!!』
- 27位 椎名林檎『性的ヒーリング〜其ノ参〜』
- 28位 堂本剛『LIVE ROSSO E AZZURRO』
- 29位 桑田佳祐『けいすけさん、ビデオも色々と大変ねぇ。』
- 30位 ごまっとう『シングルV「SHALL WE LOVE?」』
- 31位 GOING STEADY『君と僕とBEEの★BEAT戦争』
- 32位 ケツメイシ『ケツの穴 〜入門篇〜』
- 33位 モーニング娘。『シングルV「AS FOR ONE DAY」』
- 34位 モーニング娘。『シングルV「シャボン玉」』
- 35位 愛内里菜『PREMIER SHOT ＃2』
- 36位 モーニング娘。他『Hello! Project 2003 WInter 〜楽しんじゃってます!〜』
- 37位 GLAY『VIDEO GLAY 5』
- 38位 Various Artists『Hello!Project 2003夏 〜よっしゃ!ビックリサマー!〜』
- 39位 松浦亜弥『シングルV「ね〜え?」』
- 40位 モーニング娘。『シングルV「モーニング娘。のひょっこりひょうたん島」』
- 41位 GLAY『日中国交正常化三十周年特別記念コンサート GLAY ONE LOVE in 北京 LIVE&DOCUMENT』
- 42位 モーニング娘。『シングルV「Go Girl 〜恋のヴィクトリー〜」』
- 43位 松浦亜弥『松浦亜弥コンサートツアー2002秋 〜Yeah! めっちゃライブ〜 at 中野サンプラザ』
- 44位 モーニング娘。とハロー!プロジェクト・キッズ+後藤真希『シングルV「がんばっちゃえ!/HEY!未来」』
- 45位 サザンオールスターズ『Inside Outside U・M・I』
- 46位 松浦亜弥『松浦亜弥コンサートツアー2003春 〜松リング PINK〜』
- 47位 CHEMISTRY『Two as We Stand 〜Live and Documentary 2002-2003〜』
- 48位 桑田佳祐『D.V.D. WONDER WEAR 桑田佳祐ビデオクリップス2001〜2002』
- 49位 安倍なつみ『シングルV「22歳の私」』
- 50位 タッキー&翼『「Hatachi」deデビューGiants Hits Concert with all ジャニーズJr.』

### ビデオ
- 1位 SMAP『Smap! Tour! 2002!』
- 2位 B'z『a BEAUTIFUL REEL.』
- 3位 J-FRIENDS『J-FRIENDS Never Ending Spirit 1997-2003』
- 4位 堂本光一『Koichi Domoto SHOCK 完全版』
- 5位 タッキー&翼『「Hatachi」deデビュー Giant Hits Concert with all ジャニーズJr.』

Category:2003年のライブ・ビデオを参照

## 音楽配信 (日本)

### 音楽配信ゴールド認定シングル
| 作品名                                                 | 認定月     |
| ミリオン                                               | ミリオン   |
| ------------------------------------------------------ | ---------- |
| 大塚愛「さくらんぼ」（着うた）                         | 2006年8月  |
| 平原綾香「Jupiter」（着うた）                          | 2006年8月  |
| 中島美嘉「雪の華」                                     | 2016年10月 |
| ダブル・プラチナ                                       |            |
| EXILE「Together」（着うた）                            | 2006年8月  |
| EXILE「Choo Choo TRAIN」（着うた）                     | 2006年8月  |
| ORANGE RANGE「上海ハニー」（着うた）                   | 2006年8月  |
| 河口恭吾「桜」（着うた）                               | 2006年8月  |
| ビヨンセ「クレイジー・イン・ラブ feat.ジェイ・Z」      | 2007年8月  |
| RUI「月のしずく」                                      | 2010年2月  |
| ポルノグラフィティ「メリッサ」                         | 2010年5月  |
| 森山直太朗「さくら (独唱)」                            | 2014年3月  |
| I WiSH「明日への扉」                                   | 2016年3月  |
| プラチナ                                               |            |
| クラウス・バデルト「彼こそが海賊」                     | 2017年7月  |
| ゴールド                                               |            |
| day after tomorrow「Starry Heavens」                   | 2011年5月  |
| Janne Da Arc「Rainy〜愛の調べ〜」                      | 2012年4月  |
| ASIAN KUNG-FU GENERATION「遥か彼方」                   | 2014年1月  |
| m-flo ♥ melody. & 山本領平「miss you」                 | 2014年1月  |
| Do As Infinity「柊」                                   | 2014年1月  |
| 中島美嘉「FIND THE WAY」                               | 2014年1月  |
| 浜崎あゆみ「No way to say」                            | 2014年1月  |
| 浜崎あゆみ「Memorial address」                         | 2014年1月  |
| 光永亮太「Always」                                     | 2014年1月  |
| アリシア・キーズ「イフ・アイ・エイント・ガット・ユー」 | 2014年1月  |
| ショーン・ポール「ゲット・ビジー」                     | 2014年1月  |
| リンキン・パーク「ナム」                               | 2014年1月  |
| Origa「inner universe」                                | 2014年4月  |
| EXILE「We Will 〜あの場所で〜 (Original mix)」         | 2014年7月  |
| 倖田來未「real Emotion」                               | 2014年7月  |
| 倖田來未「1000の言葉」                                 | 2014年7月  |
| 倖田來未「最後の雨」                                   | 2014年7月  |
| 玉置成実「Realize」                                    | 2014年7月  |
| 樋口了一「1/6の夢旅人2002」                            | 2014年12月 |
| ASIAN KUNG-FU GENERATION「君という花」                 | 2015年7月  |
| Every Little Thing「また あした」                      | 2016年1月  |
| 平井堅「LIFE is... 〜another story〜」                 | 2017年1月  |
| 鬼束ちひろ「私とワルツを」                             | 2018年6月  |
| 北出菜奈「消せない罪」                                 | 2019年3月  |
| 福山雅治「虹」                                         | 2019年11月 |
| Crystal Kay「Boyfriend -part II-」                     | 2019年12月 |

### ストリーミング認定シングル
| 作品名             | 認定月     |
| ゴールド           | ゴールド   |
| ------------------ | ---------- |
| 中島美嘉「雪の華」 | 2022年11月 |

## カラオケ年間50 (日本)
- 1位 SMAP「世界に一つだけの花」
- 2位 夏川りみ「涙そうそう」
- 3位 中島みゆき「地上の星」
- 4位 島谷ひとみ「亜麻色の髪の乙女」
- 5位 浜崎あゆみ「Voyage」
- 6位 ロードオブメジャー「大切なもの」
- 7位 BoA「VALENTI」
- 8位 MONGOL800「小さな恋のうた」
- 9位 I WiSH「明日への扉」
- 10位 浜圭介と桂銀淑「北空港」
- 11位 木の実ナナ&五木ひろし「居酒屋」
- 12位 森山直太朗「さくら(独唱)」
- 13位 Every Little Thing「fragile」
- 14位 都はるみ・宮崎雅「ふたりの大阪」
- 15位 石川さゆり「天城越え」
- 16位 石原裕次郎「北の旅人」
- 17位 サザンオールスターズ「TSUNAMI」
- 18位 吉幾三「酒よ」
- 19位 石原裕次郎・牧村旬子「銀座の恋の物語」
- 20位 イルカ「なごり雪」
- 21位 SMAP「世界に一つだけの花 (シングル・ヴァージョン)」
- 22位 一青窈「もらい泣き」
- 23位 平井堅「大きな古時計」
- 24位 成世昌平「はぐれコキリコ」
- 25位 尾崎豊「I LOVE YOU」
- 26位 藤谷美和子・大内義昭「愛が生まれた日」
- 27位 福山雅治「桜坂」
- 28位 岩崎良美「タッチ」
- 29位 門倉有希「ノラ」
- 30位 175R「空に唄えば」
- 31位 宇多田ヒカル「COLORS」
- 32位 MONGOL800「あなたに」
- 33位 RUI「月のしずく」
- 34位 天童よしみ「珍島物語」
- 35位 テレサ・テン「つぐない」
- 36位 HY「AM11:00」
- 37位 美空ひばり「みだれ髪」
- 38位 CHEMISTRY「My Gift to You」
- 39位 水森かおり「鳥取砂丘」
- 40位 氣志團「One Night Carnival」
- 41位 キム・ヨンジャ「北の雪虫」
- 42位 中島美嘉「WILL」
- 43位 スピッツ「チェリー」
- 44位 BoA「JEWEL SONG」
- 45位 川中美幸「貴船の宿」
- 46位 EXILE「Together」
- 47位 ゴスペラーズ「星屑の街」
- 48位 松浦亜弥「Yeah! めっちゃホリディ」
- 49位 川中美幸・弦哲也「二輪草」
- 50位 DA PUMP「If...」

## イベント
| 開催日               | タイトル                                                             |
| -------------------- | -------------------------------------------------------------------- |
| 7月5日・6日          | 第21回 PEACEFUL LOVE ROCK FESTIVAL 2003                              |
| 7月5日・6日          | Golden Circle Vol.4                                                  |
| 7月5日〜8月24日      | ロラパルーザ 2003                                                    |
| 7月19日              | SOUND MARINA 2003 in SAKA ～Feel the Voice 2～                       |
| 7月19日〜8月31日     | a-nation 2003（第二回）                                              |
| 7月25日・26日・27日  | FUJI ROCK FESTIVAL 2003                                              |
| 7月27日              | MEET THE WORLD BEAT 2003                                             |
| 8月1日・2日・3日     | ROCK IN JAPAN FESTIVAL 2003                                          |
| 8月2日・3日          | SUMMER SONIC 2003                                                    |
| 8月3日               | 八食サマーフリーライブ 2003                                          |
| 8月9日               | SETSTOCK 2003                                                        |
| 8月9日・10日         | J-WAVE LIVE 2000+3                                                   |
| 8月10日              | Sky Jamboree '03 !!gan 顔晴れ bare!!（第五回）                       |
| 8月11日・12月17日    | ASIAN KUNG-FU GENERATION presents NANO-MUGEN FES.（第一回）          |
| 8月13日              | Exciting Summer in WAJIKI 2003                                       |
| 8月15日・16日        | RISING SUN ROCK FESTIVAL 2003                                        |
| 8月23日              | 音楽と髭達 2003（第八回）                                            |
| 8月23日              | 横浜レゲエ祭 2003                                                    |
| 8月23日・30日        | Augusta Camp 2003                                                    |
| 8月30日              | WIRE03（第五回）                                                     |
| 8月30日              | 氣志團万博 2003 〜木更津グローバル・コミュニケーション!!〜（第一回） |
| 8月30日・31日        | HIGHER GROUND 2003（第一回）                                         |
| 8月23日・24日        | MONSTER baSH 2003                                                    |
| 8月29日              | RUSH BALL 2003                                                       |
| 9月5日・6日・7日     | 12th Sunset Live 2003                                                |
| 9月5日・6日・7日     | ロックロックこんにちは! 〜version Party 七 seven〜                   |
| 9月7日               | ARABAKI ROCK FEST.09072003                                           |
| 9月13日・14日        | 定禅寺ストリートジャズフェスティバル 2003                            |
| 9月13日〜15日        | RADIO BERRY ベリテンライブ2003                                       |
| 9月23日              | KDDI presents SPACE SHOWER TV SWEET LOVE SHOWER 2003                 |
| 9月27日・28日        | 朝霧JAM 2003                                                         |
| 10月2日              | Dream Power ジョン・レノン スーパー・ライヴ 2003（第三回）           |
| 10月17日・18日・19日 | MINAMI WHEEL 2003（第五回）                                          |
| 11月17日             | Golden Circle Vol.5                                                  |
| 12月1日              | Act Against AIDS 2003「THE VARIETY 11」                              |
| 12月26日             | 天嘉-弐-                                                             |
| 12月29日・30日・31日 | COUNTDOWN JAPAN 03/04                                                |
| 12月31日             | 第54回NHK紅白歌合戦                                                  |

### 日本武道館公演
- 1月1日 - 椎名へきる
- 1月31日 - ユーミン・トリビュートコンサート Queen's Fellows
- 2月1日・2日 - 奥田民生
- 2月4日 - SMAカーニバル
- 2月5日・6日・7日 - ボーイズIIメン
- 2月13日 - GIZA studio VALENTINE CONCERT
- 2月14日 - 倉木麻衣
- 2月27日・28日 - GLAY
- 3月3日 - パール・ジャム
- 3月10日 - ローリング・ストーンズ
- 3月11日・12日・13日 - キッス
- 3月15日・16日・29日・30日 - TOKIO
- 4月15日 - 平井堅
- 4月19日・23日 - CHEMISTRY
- 4月23日・24日・26日・27日 - CHAGE and ASKA
- 5月9日・10日・31日・6月1日 - GACKT
- 5月29日 - アヴリル・ラヴィーン
- 7月6日・8日・10日 - マライア・キャリー
- 7月11日・12日 - デュラン・デュラン
- 7月31日・8月1日 - 松田聖子
- 8月12日・13日 - SEX MACHINEGUNS
- 8月16日・26日 - PIERROT
- 8月27日 - KINGDOM ROCK SHOW
- 8月28日・29日・30日 - w-inds.
- 9月27日 - 椎名林檎
- 10月2日・3日 - ジェームス・ブラウン
- 10月8日 - ROCK LEGENDS SPECIAL
- 10月24日・25日・27日 - リンキン・パーク
- 10月30日・31日 - 布袋寅泰
- 11月4日・5日 - SPEED
- 11月10日・11日 - サンタナ
- 11月14日・15日 - ニール・ヤング
- 11月16日 - キリンジ
- 11月29日・30日・12月2日・3日・9日・10日・12日・13日 - エリック・クラプトン
- 12月1日 - Act Against AIDS
- 12月4日 - 長渕剛
- 12月17日・19日・20日・21日 - 矢沢永吉
- 12月22日・23日・24日 - THE ALFEE
- 12月26日 - 天嘉
- 12月28日・29日 - BUCK-TICK
- 12月30日・31日 - 藤井フミヤ

### 東京ドーム公演
- 1月1日 - KinKi Kids
- 1月16日・17日 - ボン・ジョヴィ
- 3月15日・16日 - ローリング・ストーンズ
- 12月1日 - t.A.T.u.
- 12月24日・25日・27日 - B'z
- 12月30日・31日 - KinKi Kids

## 主要な賞
| 賞                                | 受賞作・受賞者 |
| --------------------------------- | --- |
| 第45回日本レコード大賞            | - レコード大賞 - 浜崎あゆみ『No way to say』 - 最優秀歌唱賞 - 氷川きよし『白雲の城』 - 最優秀新人賞 - 一青窈「もらい泣き」 - ベストアルバム賞 - 中島美嘉『LOVE』 - 金賞 - 神野美伽『浮雲ふたり』 - 川中美幸『おんなの一生～汗の花～』 - BoA『DOUBLE』 - EXILE『Together』 - 水森かおり『鳥取砂丘』 - DA PUMP『Night Walk』 - 島谷ひとみ『Perseus -ペルセウス-』 - 中島美嘉『雪の華』 - w-inds.『Long Road』 - 夏川りみ『童神〜ヤマトグチ〜』 |
| 第44回ゴールデン・アロー賞        | - 音楽賞 - 氷川きよし - 新人賞（音楽） - 女子十二楽坊 |
| 第36回日本有線大賞                | - 日本有線大賞－氷川きよし『白雲の城』 - 最多リクエスト歌手賞－キム・ヨンジャ - 最多リクエスト曲賞－氷川きよし『白雲の城』 - 最優秀新人賞－一青窈『もらい泣き』 |
| 第17回日本ゴールドディスク大賞    | （対象期間 2002年2月1日 - 2003年1月31日） - 邦楽アーティスト・オブ・ザ・イヤー - 宇多田ヒカル - 洋楽アーティスト・オブ・ザ・イヤー - アヴリル・ラヴィーン |
| 第17回TEENS' MUSIC FESTIVAL       | - ティーンズ大賞・文部科学大臣奨励賞 - HUNGRY DAYS「明日に向かって」 |
| 第7回SPACE SHOWER MUSIC AWARDS    | - VIDEO OF THE YEAR - 桑田佳祐「東京」（監督：信藤三雄） - BEST ALTERNATIVE VIDEO - BBQ CHICKENS「PIZZA OF DEATH'S THEME〜FAT BOY」（監督：UGICHIN、Ken Yokoyama） - BEST GROOVE VIDEO - 東京スカパラダイスオーケストラ「DOWN BEAT STOMP」（監督：UGICHIN） - BEST HIP HOP VIDEO - RHYMESTER「ザ・グレート・アマチュアリズム」（監督：秦太郎） - BEST NEW ARTIST VIDEO - 元ちとせ「ワダツミの木」（監督：川崎幹雄） - BEST INTERNATIONAL VIDEO - レッド・ホット・チリ・ペッパーズ「バイ・ザ・ウェイ」（監督：ジョナサン・デイトン&ヴァレリー・ファリス） - BEST R&B VIDEO - Crystal Kay「hart to say」（監督：AT） - BEST COMPUTER GRAPHIC VIDEO - DJ TASAKA「STREET STARS BREAKIN'」（監督：宇川直宏） - BEST ANIMATION VIDEO - Mr.Children「HERO」（監督：村田朋泰） - BEST ACT VIDEO - KICK THE CAN CREW「地球ブルース〜337〜」（監督：須永秀明） - BEST WEB SITE by beatrip - T.M.Revolution - BEST STORY VIDEO - 桑田佳祐「東京」（監督：信藤三雄） - BEST SHOOTING VIDEO - RIZE「02」（監督：井上靖雄） |
| 第5回ホテルオークラ音楽賞         | - 受賞 - 小川典子、林美智子 |
| 第5回ライブスピカ                 | - 年間チャンピオン - REMOTE CONTROL CLOUD |
| 第4回別宮賞                       | - 受賞 - 新実徳英 |
| 第2回MTV Video Music Awards Japan | - 最優秀ビデオ賞 - RIP SLYME「楽園ベイベー」 - 最優秀アーティストビデオ賞（男性） - クレイグ・デイヴィッド「ホワッツ・ユア・フレイヴァ」 - 最優秀アーティストビデオ賞（女性） - 宇多田ヒカル「SAKURAドロップス」 - 最優秀グループビデオ賞 - RIP SLYME「楽園ベイベー」 - 最優秀映画ビデオ賞 - エミネム「ルーズ・ユアセルフ」 - 最優秀新人アーティストビデオ賞 - アヴリル・ラヴィーン「Complicated」 - 最優秀ロックビデオ賞 - レッド・ホット・チリ・ペッパーズ「バイ・ザ・ウェイ」 - 最優秀ポップビデオ賞 - ブルー「One Love」 - 最優秀R&Bビデオ賞 - Crystal Kay「Girl U Love」 - 最優秀ヒップホップビデオ賞 - RIP SLYME「FUNKASTIC」 - 最優秀コラボレーションビデオ賞 - SUITE CHIC「GOOD LIFE feat.FIRSTKLAS」 - 最優秀アルバム賞 - CHEMISTRY「Second to None」 |
| 第2回佐川吉男音楽賞               | - 音楽賞 - プッチー二 : 「三部作」 - 奨励賞 - 該当なし |
| 第1回武生作曲賞                   | - 江原修『Emanation』 - 渡辺俊哉『アラベスク』 - 今堀拓也『下降気流』 |

## デビュー

### 1月
- 1日 - 南かなこ「居酒屋サンバ」
- 8日 - Nao「時世」
- 8日 - HALCALI「タンデム」
- 16日 - 175R「ハッピーライフ」
- 16日 - GQ06「ハイビスカス」
- 22日 - 浅田信一「GRAND CITY APARTMENT」
- 22日 - XBS「Radical X」
- 22日 - SHURIKEN「Society」
- 22日 - SOUL'd OUT「ウェカピポ」
- 22日 - 林明日香「ake-kaze」
- 22日 - PULLING TEETH「TEETH SELLS…,BUT WHO’S PULLING?」
- 29日 - Ai+BAND「DEAR FRIENDS」
- 29日 - the Garden eel「Avenue〜あの頃のボクたち〜」
- 29日 - THE NEUTRAL「チャンスはそこだ!!」

### 2月
- 1日 - サイキックラバー「TRANSFORMER -Dream Again-」「Never Ending Road」
- 5日 - テツandトモ「なんでだろう 〜こち亀バージョン〜」
- 5日 - 冨田ラボ「Shipbuilding」
- 5日 - HEESEY WITH DUDES「NAMELESS LOVER」
- 13日 - THE イナズマ戦隊「月に吠えろ」
- 14日 - I WiSH「明日への扉」
- 14日 - Slope「いいかげんな唄/贈る言葉」
- 15日 - HARRY「Bottle Up and Go」（ソロデビュー）
- 19日 - KUMACHI「クマチ」
- 19日 - クラッシュ・イン・アントワープ「鈍色の星〜nibiiro no star」
- 19日 - ゲントウキ「鈍色の季節」
- 19日 - トータス松本「TRAVELLER」（ソロデビュー）
- 19日 - Naja「火の鳥」
- 19日 - nobodyknows+「nobody knows3」
- 19日 - 光永亮太「Always」
- 19日 - melody.「Dreamin' Away」
- 21日 - 彩風(AYAKAJI)「琉歌-BEGIN SONGS-」
- 21日 - CUEZERO「CUEZERO THE WORLD 秋の祭典」
- 26日 - IN-HI「チバリYo!」
- 26日 - THE STAND UP「ちっぽけな勇気と…。」
- 26日 - ビリケン「nagoriyuki」

### 3月
- 5日 - arp「Reborn/桜」
- 5日 - aphasia「Labyrinth in my heart」
- 5日 - S,F,「MOOD DELUXE」
- 5日 - ボブ・サップ「SAPP Time!」
- 12日 - acid android「faults」
- 12日 - ISSA「Justiφ's」(ソロデビュー)
- 19日 - 斎藤蘭「愛しいひと」
- 12日 - SOFFet「君がいるなら☆」
- 19日 - J-100（ゴスペラーズ+サッカー選手）「飛躍」
- 19日 - JUICE「ヤングジェネレーション/星に願いを」
- 12日 - 淳来「Selfish」
- 19日 - タサツ（TSUBOI・Ryo・NAM）「ぼくらの五日間戦争」
- 26日 - 安倍麻美「理由」
- 26日 - 51-GOICHI-「EARZ on FIRE」
- 26日 - 仲田まさえ「千夜千夢/光の詩」
- 26日 - Meyou「infinity」
- 26日 - 妄走族「PROJECT妄」
- 29日 - 望月久代「Love」
- 29日 - MOLMOTT「LIVE ALIVE」

### 4月
- 2日 - Pigeon’s Milk「りんご」
- 6日 - 伸太郎「GO TO THE TOP」
- 9日 - B@by Soul「トキワの街角」
- 9日 - Rosetta Garden「月の窓」
- 11日 - 東田トモヒロ「I WISH」
- 16日 - inspire:tion「旧世界」
- 16日 - ZZ「Rhythmist」
- 23日 - Aki-la「Freak da Club featuring SNOOP DOGG」
- 23日 - ASIAN KUNG-FU GENERATION「崩壊アンプリファー」
- 23日 - SHY「DOUBLE LIMITS」
- 23日 - 玉置成実「Believe」
- 23日 - MICADELIC「IT SELF」

### 5月
- 7日 - bless4「Good Morning! Mr.Sunshine」
- 8日 - 勝吉本酔虎隊「阪神タイガース酒飲み音頭2003」
- 8日 - YOUTH26「YOUTH26」
- 14日 - 塩田悠「やさしい雨」
- 14日 - D[diː]「駄利亜」
- 14日 - 森奥愛「Survivin’」
- 14日 - 山口晶「ヨダカの星」
- 21日 - angela「明日へのbrilliant road」(再デビュー）
- 21日 - Amy-N-Ryoo「明日へ」
- 21日 - GUNDOG「Humanity」
- 21日 - 久里夢「Breath」
- 21日 - Genius「century」
- 21日 - CHAINS「日和見スコープ」
- 21日 - チコチェアー「tonight/midnight」
- 21日 - はなわ「佐賀県」
- 21日 - Vitarise「VITARISE」
- 21日 - FLOW「SPLASH!!!〜遥かなる自主制作BEST〜」
- 21日 - ムック(MUCC)「我、在ルベキ場所（Cタイプ）」
- 21日 - RYTHEM「ハルモニア」
- 21日 - Rocca「だんだん」
- 26日 - サイコロコロッケ「ミラクル・ハイテンション!」
- 28日 - 竹内めぐみ「何もない僕等」
- 28日 - jamzvillage「Let's Dance」

### 6月
- 4日 - A・cappellers「Can't Stop Lovin'You」
- 4日 - 朝比奈亜希「HUMAN SCRAMBLE-Believing-」
- 4日 - イクタ☆アイコ「ふたつの景色」
- 4日 - ORANGE RANGE「キリキリマイ」
- 4日 - MINIMUM WAGE「十人十色」
- 6日 - Crack 6「ZION」(PENICILLINの千聖によるソロプロジェクト)
- 11日 - 首藤薫「狂った時計」
- 11日 - 10-FEET「nil?」
- 18日 - 合田裕子「羽根」
- 18日 - IMEHA「Aloha Time」
- 18日 - 魁!ジョッパーズ「魁!ジョッパーズ」
- 18日 - dustbox「Sign To The Sun」
- 18日 - PANG「ペゾラ」
- 18日 - 星井七瀬「ガラスのクツ〜なっちゃん」
- 18日 - 竜二「chain」
- 18日 - LOOSELY「コバルト」
- 18日 - ROCK'N'ROLL GYPSIES「I」
- 18日 - 惑星「惑星」
- 21日 - 犬式 a.k.a. Dogggystyle「レゲミドリ」
- 21日 - FUZZY CONTROL「SHINE ON」
- 25日 - AQUARIUS「ココ東京/バラマク/シャボン玉REMIX」
- 25日 - EMYLI「Rain」
- 25日 - 岸本早未「迷Q!?-迷宮-MAKE★YOU-」
- 25日 - Jazztronik「Horizon」
- 25日 - 高岡奈央「コメノチカラ」
- 25日 - 長澤奈央「Pump up!」
- 25日 - 山本領平「Almost There」

### 7月
- 2日 - aM「cross_the_circle」
- 2日 - アルガレイ「ラストバス」
- 2日 - オナニーマシーン/サンボマスター[注 1]「放課後の性春」
- 2日 - 滴草由実「Don't you wanna see me ＜oh＞ tonight?」
- 2日 - スキマスイッチ「view」
- 2日 - SPARTA LOCALS「セコンドファンファーレ」
- 2日 - HI-D「Girlfriends feat.ZEEBRA」
- 9日 - 安藤裕子「サリー」
- 9日 - Sembello「Sembellogy」
- 16日 - DJ CELORY(Mr.BEATS a.k.a.DJ CELORY)「BONDS feat. MACCHO & TOKONA-X」
- 16日 - DISCO TWINS「DISCO TWINS MEGA MIX MIXED BY DJ TASAKA★KAGAMI」
- 16日 - Tommy heavenly6「Wait till I can dream」
- 16日 - BEENY&PINK BUNNY「Kiss!」
- 16日 - MEGUMI「見上げてごらん夜の星を feat.CORN HEAD」
- 16日 - LIBRO「三昧」
- 21日 - DAIGO☆STARDUST「MARIA」
- 23日 - アネモネ「浸透」
- 23日 - 時給800円「死ぬほどあなたが好きだから」
- 24日 - AMUSEMENT PARK「旅の途中」
- 24日 - three NATION「ナナコロビ」
- 24日 - baroque「我伐道」
- 24日 - ピンクリボン軍「東男」
- 24日 - LAULA「Ka liko lua」
- 30日 - Rbk「Rbk」
- 30日 - 浅岡雄也「ウタノチカラ」（ソロデビュー）
- 30日 - O.P.KING「O.P.KING」
- 30日 - CHRIS(佐々木クリス)「Love me or not」
- 30日 - 湘南乃風「湘南乃風〜REAL RIDERS〜」
- 30日 - mihimaru GT「約束」
- 30日 - 向風「一人じゃない」
- 30日 - 野狐禅「自殺志願者が線路に飛び込むスピード」
- 30日 - 若槻千夏「愛のカケラ」

### 8月
- 6日 - 梶浦由記「FICTION」
- 6日 - Cheri(Cheri*)「ためいき」
- 6日 - 謎の新ユニットSTA☆MEN「君のために」
- 6日 - Perfume「スウィートドーナッツ」(インディーズデビュー)
- 20日 - SINSKE「INFINITY」
- 20日 - 椿「川の流れのように」
- 20日 - ナチュラル ハイ「LIFE」
- 20日 - Bivattchee「プラスチックモーニング」
- 20日 - ポカスカジャン「ガリガリ君のうた」
- 20日 - LISAGO「回路マイマイ」
- 20日 - レミオロメン「雨上がり」
- 21日 - 川畑アキラ「誠の島」
- 21日 - 神園さやか「神園さやか」
- 21日 - ナイトメア「- Believe -」
- 21日 - Natural Punch Drunker「シンクロナイズ/夜汽車」
- 21日 - Mighty Jam Rock「3 THE HARDWAY III」
- 21日 - 若林美智子「哀の調べ～風の盆の里より」
- 25日 - いきものがかり「誠に僭越ながらファーストアルバムを拵えました…」（インディーズデビュー）
- 27日 - EAST END「ココロエ」
- 27日 - SweetS「LolitA☆Strawberry in summer」
- 27日 - 晴晴゛「スーパーカー」
- 27日 - PHONES「GIVIN'YOU MY LOVE」
- 27日 - metrobo「harmony♪」

### 9月
- 3日 - Zoey「Venus as a Boy」
- 3日 - 茉樹代「Sign of Wish」
- 10日 - 大塚愛「桃ノ花ビラ」
- 10日 - GICODE「G・I・C・O・D・E」
- 10日 - ハンバート ハンバート「焚日」
- 10日 - 日暮愛葉「NEW LIFE」
- 10日 - 廣重綾「光る道」
- 17日 - P-Rhythm「聖域-Sanctuary-」
- 18日 - 笹川美和「笑」
- 18日 - NIRGILIS「真夜中のシュナイダー」
- 22日 - Shing02「緑黄色人種 <再発版>」
- 24日 - Tasty Jam「Faith」
- 24日 - 宮地真緒「秋桜 -コスモス-/夢先案内人」
- 25日 - 伊藤清光(Keybow)「離婚た女房が店に来た日」
- 25日 - STRAY PIG VANGUARD「スターダスト」
- 25日 - Hi-hats「自分次第。」
- 25日 - BUZZLIP「BUZZLIP」
- 25日 - 矢野沙織「YANO SAORI」
- 26日 - コンコンジャンプ「バカ娘。」
- 26日 - Stereo Fabrication of Youth「Audity」
- 29日 - CLIP CRHYMERZ「重ねる積木」

### 10月
- 1日 - SIXRIDE「TICKET TO RIDE」
- 1日 - 鳴海カズユキ「つばさ」
- 1日 - FOOT STAMP「風穴」
- 1日 - bonobos「もうじき冬が来る」
- 1日 - 吉井和哉(YOSHII LOVINSON)「TALI」
- 8日 - KP「NEVER LAND」
- 8日 - Smokey & Miho「人間の土地」
- 8日 - TOKONA-X「Let me know ya…」
- 8日 - 南里侑香「Fun! Fun! ★ふぁんたじー」
- 8日 - 無頼庵「優しく明るく」
- 16日 - Jackson vibe「虹色の影」
- 16日 - ストレイテナー「TRAVELING GARGOYLE」
- 16日 - ザ・ダークネス「パーミッション・トゥ・ランド」
- 16日 - 太陽族「ホタルの恋の歌」
- 17日 - スカポンタス「市松ロケット」
- 22日 - 浅野真澄「nostalgia」
- 22日 - 韻シスト「Hereee we go」
- 22日 - Eliana「WON'T BE LONG」
- 22日 - GALNERYUS「The Flag Of Punishment」
- 22日 - クボタタケシ「クボタタケシ MIX CD NEO CLASSICS」
- 22日 - GO!THE SKIP「空の向こうに」
- 22日 - コケシドール「GO GO コケシドール」
- 22日 - 越中睦士(MAKOTO)「VIBRATION」(ソロデビュー)
- 22日 - 紫苑「ロマンチック・ゴー・ゴー」
- 22日 - OO TELESA「ダブルオー・テレサ」
- 22日 - 土屋明子「恋ふ」
- 22日 - 朋ちゃん&コロッケ「ありがとね!」
- 22日 - Vo Vo Tau「Vo Vo Tau 01hz」
- 29日 - 犬神サアカス團(犬神サーカス団)「命みぢかし恋せよ人類!」
- 29日 - 北出菜奈「消せない罪」
- 29日 - DAHLIA「I'll Be Your Love」
- 29日 - 中村耕一「Dearest」(ソロデビュー)
- 29日 - あぁ!「FIRST KISS (あぁ!の曲)」
- 30日 - 清春「オーロラ」

### 11月
- 5日 - STARS「SUPER ROCK SHOW」
- 6日 - 折笠富美子「輪廻の果てに…」
- 6日 - 平川地一丁目「とうきょう」
- 6日 - ロットングラフティー「悪巧み〜Merry Christmas Mr.Lawrence」
- 12日 - 市川由衣「雨」
- 19日 - ICHIKO「恋のマホウ」
- 19日 - 浦田賢一&SHIRAI.Bro's「-KAKERU-」
- 19日 - OJ&ST「ONE LIFE」
- 19日 - Cry&Feel it「ゆらり ゆらり」
- 19日 - 樋井明日香「♡Wanna be your girlfriend♡」
- 19日 - HIBARI「back in love again」
- 19日 - まきのめぐみ「つぐみ」
- 19日 - T.I GRAND PROJECT「GROUND ANGEL」
- 26日 - ラウンドスケープ「Where is my dream ?」

- ※11月に、NEWSがセブン-イレブン限定で、シングルCD『NEWSニッポン』を発売しているが、メジャーデビューではない。

### 12月発売
- 3日 - Angelina「Babybayboo」
- 3日 - 石川知亜紀(石川智晶)「石川知亜紀(石川智晶)」
- 3日 - 石井智美「ずっとこの場所で」
- 3日 - SEX MACHINEGUN「語れ! 涙!」
- 3日 - K&T/T.N.T.「君の好きなヒト/約束の空」
- 3日 - 高鈴「真夜中の後悔」
- 3日 - 高取ヒデアキ「戦え!ガチャフォース」（ソロデビュー）
- 10日 - 嘉陽愛子「瞳の中の迷宮」
- 10日 - 河口恭吾「桜」
- 10日 - KEIKO「KCO」（ソロデビュー）
- 10日 - VOICE OF LOVE POSSE「VOICE OF LOVE〜上を向いて歩こう」
- 10日 - Ryu「モーメント/最初から今まで」
- 17日 - eico「風花」
- 17日 - K-SAMA☆ロマンフィルム「密室天国」
- 17日 - 辻香織「コーヒーブルース／スタンダード」
- 17日 - NO PLAN「NO PLAN」
- 17日 - 平原綾香「Jupiter」
- 17日 - little by little「悲しみをやさしさに」
- 21日 - 屋宜由佳「Shining Star」
- 21日 - りんりん娘「永遠の風紋」
- 25日 - ICE BAHN「STARTREC」（インディーズデビュー）
- 25日 - インリン・オブ・ジョイトイ(JOYTOY)「愚民の恋」
- 26日 - Boogaloob「月のしずく」

## 新人ランキング (日本)
シングル
1. I WiSH／85.1万枚
2. 玉置成実／42.4万枚
3. FLOW／36.2万枚
4. ORANGE RANGE／36.0万枚
5. 光永亮太／26.6万枚
6. SOUL'd OUT／24.7万枚
7. はなわ／15.2万枚
8. 時給800円／14.1万枚
9. 林明日香／13.9万枚
10. HALCALI／11.9万枚
11. 安倍麻美／11.2万枚
12. 片瀬那奈／10.0万枚
13. アワアワ／7.8万枚
14. ビリケン／6.4万枚
15. きのこオールスターズ／6.2万枚
16. Ruppina／6.1万枚
17. ASIAN KUNG-FU GENERATION／5.8万枚
18. RYTHEM／5.6万枚
19. ジャパハリネット／5.4万枚
20. 向風／5.0万枚
21. レミオロメン／4.6万枚
22. 川嶋あい／4.5万枚
23. 国仲涼子／4.2万枚
24. バロック／3.7万枚
25. SHY／3.6万枚
26. 宮本駿一／3.4万枚
27. melody.／3.4万枚
28. SOFFet／3.0万枚
29. 岸本早未／2.9万枚
30. ZZ／2.9万枚
31. 北出菜奈／2.7万枚
32. 雅-miyavi-／2.4万枚
33. 星井七瀬／2.3万枚
34. 大塚愛／2.3万枚
35. SweetS／2.3万枚
36. Nao／2.1万枚
37. ダンディ坂野／1.9万枚
38. 笹川美和／1.9万枚
39. 椿／1.7万枚
40. 平川地一丁目／1.6万枚
41. AQUARIUS／1.6万枚
42. GICODE／1.6万枚
43. 竹内めぐみ／1.5万枚
44. ナイトメア／1.5万枚
45. 勝吉本酔虎隊／1.4万枚
46. MOLMOTT／1.4万枚
47. Priere／1.3万枚
48. 藍坊主／1.3万枚
49. ボブ・サップ／1.3万枚
50. aki-la／1.2万枚

アルバム
1. 女子十二楽坊／131.1万枚
2. I WiSH／33.2万枚
3. SOUL'd OUT／32.1万枚
4. FLOW／17.8万枚
5. HALCARI／10.8万枚
6. 林明日香／8.9万枚
7. はなわ／7.8万枚
8. Ruppina／7.2万枚
9. ASIAN KUNG-FU GENERATION／7.2万枚
10. 光永亮太／6.2万枚
11. ジャパハリネット／4.6万枚
12. SOFFet／4.2万枚
13. SONS OF ALL PUSSYS／4.2万枚
14. 片瀬那奈／3.1万枚
15. オナニーマシーン／2.5万枚
16. レミオロメン／2.3万枚
17. 湘南乃風／2.2万枚
18. SABOTEN／2.2万枚
19. 若林美智子／2.1万枚
20. スキマスイッチ／2.0万枚
21. 岸本早未／2.0万枚
22. 安倍麻美／1.8万枚
23. Vo Vo Tau／1.8万枚
24. ビリケン／1.6万枚
25. Mustang!!／1.5万枚
26. ガゼット／1.4万枚
27. ナイトメア／1.3万枚
28. AQUARIUS／1.3万枚
29. Twill／1.3万枚
30. HIGHWAY61／1.3万枚

## 結成

### アイドル・ガールズグループ・ボーイバンド
- あぁ!（ - 2011年?）
- いもうと（ - 2007年）
- ORANCHE
- JAM（ - 2010年?）
- SweetS（ - 2006年）
- 7Princess（ - 2009年）
- 東方神起
- NEWS
- Negicco
- ビッグママ（ - 2012年）
- 微熱DANJI
- プッシーキャット・ドールズ（ - 2021年）
- Rev. from DVL（ - 2017年）

### バンド・音楽グループ・音楽ユニット（日本）
- I HATE MONDAYS（ - 2015年?）
- Aura
- Ao
- 秋風センチメンタル（ - 2016年?）
- Aqua Timez（ - 2018年）
- asphalt frustration（ - 2010年）
- ATORI（ - 2009年）
- anonymass（ - 2014年?）
- ave;new
- あみじゃかん（ - 2008年?）
- アメリカンショートヘア（ - 2012年）
- アンティック-珈琲店-
- Yellow Studs
- exist†trace
- 12012
- WAVE ISLANDS
- AIR DRIVE（ - 2009年）
- Mi（ - 2007年）
- elli+katz+nory
- O.P.KING（ - 2003年）
- 音風（ - 2006年）
- ORESKABAND
- 音速ライン
- CATSUOMATICDEATH（ - 2018年?）
- 銀杏BOYZ
- clearance
- group_inou（ - 2016年）
- 黒豚Sounds
- 毛皮のマリーズ（ - 2011年）
- 月光グリーン
- ghostnote
- The Uncoloured（ - 2005年）
- the chef cooks me
- THE SPIN（ - 2010年）
- TheSpringSummer
- THE BLACK MAGES（ - 2010年）
- ZAZEN BOYS
- Salle Gaveau（ - 2015年?）
- Seattle Standard Café
- GEM（ - 2010年）
- シド
- cinema staff
- Jackson vibe（ - 2013年?）
- ジャパン・シンフォニア
- Jam9
- シュビドゥバ（ - 2016年?）
- ジン（ - 2015年）
- スーパーキッズ・オーケストラ
- スーパーナビゲッティーズ（ - 2006年）
- Superfly
- SKA FREAKS
- sleep warp（ - 2010年）
- Sausage Butterfly Pasta Festa（ - ?）
- DIAMOND☆DOGS
- Dazzle Vision（ - 2015年）
- DASH!!（ - 2011年?）
- チュール（ - 2012年）
- Qomolangma Tomato（ - 2016年）
- 鶴
- D
- THC!!（ - 2010年）
- D-51
- デジカット（ - 2015年）
- DEATHGAZE（ - 2014年）
- テツandトモ
- でんしれんぢ（ - 2009年）
- 天地人
- twenty4-7（ - 2012年）
- 東京エスムジカ
- Tokyo Germanistic Student（ - 2018年?）
- 東京事変（ - 2012年、2020年 - ）
- 道頓堀ダイバーズ（ - 2014年?）
- 都音（ - 2005年?）
- KNIGHTS OF ROUND
- 長崎OMURA室内合奏団
- nido（ - 2005年?）
- NEW BREED（ - 2015年?）
- のあのわ（ - 2013年?）
- ノーボトム（ - 2006年?）
- NOISEMAKER
- N.C.B.B
- Northern19
- NO PLAN（ - 2006年）
- HIGH and MIGHTY COLOR（ - 2010年）
- BYEE the ROUND（ - 2015年、2019年 - ）
- パステル（ - 2004年）
- butterfly inthe stomach
- Honey Bee（ - 2006年）
- Vanilla Mood（ - 2013年）
- Bahashishi（ - 2011年?）
- Hundred Percent Free（ - 2013年）
- People In The Box
- ヒューマン・オーディオ・スポンジ（ - 2009年?）
- 平川地一丁目（ - 2008年、2019年 - ）
- ビリケン（ - 2019年）
- ビレッジマンズストア
- 風輪（ - 2009年?）
- FAR EAST RHYMERS（ - 2009年?）
- FUZZY CONTROL（ - 2015年）
- FreeDomLife（ - 2010年?）
- FORESTA
- 藤岡藤巻
- Flat Three（ - 2011年?）
- ペーソス
- henrytennis
- ホイフェスタ（ - 2012年）
- Vo Vo Tau（ - 2006年）
- マブリ
- ミドリ（ - 2010年）
- mihimaru GT（ - 2013年）
- MintJam
- Mebius
- MOTORWORKS（ - 2017年?）
- MOSAIC.WAV
- モトブル
- やなわらばー（ - 2020年）
- YOMOYA（ - 2011年）
- YOLZ IN THE SKY
- RATHER UNIQUE（ - 2006年）
- LOVE LOVE LOVE
- LAB. THE BASEMENT
- Lullatone
- RYTHEM（ - 2011年、2021年 - ）
- Rin'（ - 2009年、2019年 - ）
- Radio Caroline（ - 2009年、2014年 - ）
- ROACH（ - 2022年）
- r.o.r/s（ - 2003年）
- ロクセンチ
- YMCK

### バンド・音楽グループ・音楽ユニット（日本国外）
- アイーナ（ - 2004年）
- アイコンクラッシュ
- 青い夜明け
- アズ・ブラッド・ランズ・ブラック
- イン・ヴェイン
- ウィンターサン
- ウルヴズ・イン・ザ・スローン・ルーム
- ウルフチャント
- エアボーン
- エミネンス交響楽団（ - 2017年）
- エミュア
- エンター・シカリ
- オーガスト・バーンズ・レッド
- オール・エンズ
- オール・タイム・ロウ
- ガッター・ツインズ（ - 2011年）
- グラスヴェガス
- ゲイシャ
- ザ・ネットワーク（ - 2005年、2020年 - 2021年）
- ザ・サブウェイズ
- ザ・モーニング・アフター・ガールズ
- ザ・リトル・ウィリーズ
- サヴトレ
- CSS（ - 2013年）
- ジェントルマンズ・ピストルズ
- ジャスティス
- ソフト
- デカダンス
- トーチベアラー
- ネイルダウン
- ネ・オブリヴィスカーリス
- ノイゼッツ
- パワーウルフ
- フェーズ
- フェルサイレント（ - 2010年）
- フリップサイド
- マクフライ
- マン・マン
- ムーン・サファリ
- メロディー・フォール
- モディリアーニ弦楽四重奏団
- リーヴズ・アイズ
- ルツェルン祝祭管弦楽団
- レ・シエクル
- ロシア・ナショナル・フィルハーモニー管弦楽団
- ワーグナー・ラヴ

## 活動再開・再結成
- EAST END（ - 2012年）
- エッジ・オブ・サニティ（年内限定）
- MC5
- オビチュアリー
- カウボーイズ・インターナショナル
- キープ・オヴ・カレシン
- キャプテン・ビーフハート・アンド・ザ・マジック・バンド
- class（ - 2009年）
- GREENMACHiNE（ - 2006年、2013年 - ）
- The Grid
- The 5 TEARDROPS
- ザ・ゴールデン・カップス
- ザ・ファントムギフト
- サイモン&ガーファンクル（ - 2005年）
- サフォケイション
- ストライパー
- スローイング・ミュージズ
- BARBEE BOYS（2日限定）
- BEYOND（ - 2005年）
- ペインキラー
- ヨーロッパ
- REDIEAN;MODE（ - 2006年）

## 解散・活動休止
- 秋吉敏子ジャズオーケストラ フィーチャリング ルー・タバキン（12月29日）
- イクシード（4月）
- 市井紗耶香 in CUBIC-CROSS（11月9日）
- イモータル（2006年再結成）
- WEST SIDE（10月）
- エッジ・オブ・サニティ（再解散）
- 'else（3月）
- O.P.KING（9月22日）
- cali≠gari（6月22日）2009年活動再開
- キッスの世界（5月11日）
- ギャング・スター
- クレイジー・タウン（2007年再結成）
- クワイエット・ライオット（10月）2004年再結成
- コナミ矩形波倶楽部（1月）
- Gパン娘
- jtL
- J-FRIENDS（3月）
- シャイナー（1月）2012年再結成
- スィートショップ
- スウェード（2010年再結成）
- ストーン・テンプル・パイロッツ（2008年再結成）
- スナッパーズ
- セックス・ピストルズ（207年再々々結成）
- SEX MACHINEGUNS（8月13日）2004年再結成
- セプティックフレッシュ（2007年再結成）
- たま（10月31日）
- ディス・デイ・フォワード（11月）
- Dope HEADz（3月）
- ノンイグジスト（2012年再始動）
- ヴァイオレンス（2019年再結成）
- 花*花（2009年活動再開）
- パンテラ
- BEAST
- ビージーズ（2009年活動再開）
- pre-school
- peppermints kiss cafe
- ベリード・ドリームス
- マンサン（5月2日）
- THEE MICHELLE GUN ELEPHANT（10月11日）
- ミニハムず
- モダン・トーキング
- やまとなでしこ（6月29日）
- ライチャス・ブラザーズ（11月5日）
- Lita（12月31日）
- RED WARRIORS（2007年再結成）
- r.o.r/s（12月27日）
- ロリンズ・バンド

## 誕生

### 1月〜6月
| 生年月日・年齢        | 名前                 | 出身           | 職業・所属・備考                           |
| --------------------- | -------------------- | -------------- | ------------------------------------------ |
| 2003年1月4日（22歳）  | 諸橋姫向             | 新潟県         | 歌手、NGT48                                |
| 2003年1月9日（22歳）  | 田中咲帆             | 神奈川県       | 歌手、CROWN POP                            |
| 2003年1月13日（22歳） | ルあ乃               | 広島県         | シンガーソングライター                     |
| 2003年1月28日（22歳） | 小泉かのん           | 東京都         | 歌手、Luce_Twinkle_Wink☆                   |
| 2003年1月29日（22歳） | メリッサ・クニヨシ   | ブラジル       | 歌手                                       |
| 2003年2月1日（22歳）  | 野村実代             | 愛知県         | 歌手、SKE48                                |
| 2003年2月10日（22歳） | 堀ノ内百香           | 兵庫県         | 歌手、元NMB48                              |
| 2003年2月12日（22歳） | miyou                | 大阪府         | 歌手、Little Glee Monster                  |
| 2003年2月17日（22歳） | 伊藤壮吾             | 千葉県         | 歌手、SUPER★DRAGON                         |
| 2003年2月17日（22歳） | 中嶋優月             | 福岡県         | 歌手、櫻坂46                               |
| 2003年2月19日（22歳） | YOSHI                | 広島県         | 歌手                                       |
| 2003年2月20日（22歳） | オリヴィア・ロドリゴ | アメリカ合衆国 | シンガーソングライター、女優               |
| 2003年2月21日（22歳） | 岩田陽菜             | 山口県         | 歌手、STU48                                |
| 2003年2月24日（22歳） | 沢口愛華             | 愛知県         | 歌手、元dela                               |
| 2003年2月26日（22歳） | 一本鎗希華           | 東京都         | 歌手・女優                                 |
| 2003年2月27日（22歳） | 田中洸希             | 東京都         | 歌手、SUPER★DRAGON                         |
| 2003年3月3日（22歳）  | 石井紗那             | 群馬県         | 歌手、元プリズム☆メイツ                    |
| 2003年3月3日（22歳）  | 岡崎百々子           | 神奈川県       | 歌手、BABYMETAL、元さくら学院              |
| 2003年3月3日（22歳）  | 柴田柚菜             | 千葉県         | 歌手、乃木坂46                             |
| 2003年3月4日（22歳）  | 小山璃奈             | 神奈川県       | 歌手、元マジカル・パンチライン             |
| 2003年3月6日（22歳）  | 大村紫真             |                | 歌手                                       |
| 2003年3月11日（22歳） | 門脇実優菜           | 兵庫県         | 歌手、STU48                                |
| 2003年3月11日（22歳） | 小泉光咲             | 宮城県         | 歌手、原因は自分にある。                   |
| 2003年3月13日（22歳） | 茜空                 | 神奈川県       | 歌手、ukka                                 |
| 2003年3月24日（22歳） | 長谷川稀未           | 埼玉県         | アイドル、僕が見たかった青空               |
| 2003年3月26日（22歳） | 萩野伽音             | 神奈川県       | 歌手、元プリズム☆メイツ                    |
| 2003年4月5日（22歳）  | HiYO Ribery          | 大阪府         | 歌手、REVERBEE                             |
| 2003年4月6日（22歳）  | 森田愛生             | 東京都         | 歌手、FAVO♡                                |
| 2003年4月9日（22歳）  | 結城りな             | 東京都         | 歌手、ukka                                 |
| 2003年4月18日（22歳） | 桜井美里             | 埼玉県         | 女優、元歌手、元ukka                       |
| 2003年4月18日（22歳） | 鶴屋美咲             | 福岡県         | 歌手、Girls2                               |
| 2003年4月23日（22歳） | 三阪咲               | 大阪府         | 歌手                                       |
| 2003年4月26日（22歳） | 岩崎春果             | 埼玉県         | 歌手・モデル                               |
| 2003年4月27日（22歳） | 柊宇咲               | 神奈川県       | 歌手、元monogatari                         |
| 2003年5月2日（22歳）  | 相川くるみ           | 東京都         | 歌手、FAVO♡                                |
| 2003年5月15日（22歳） | 久原正太郎           | 千葉県         | ギタリスト、MONKEY GROW                    |
| 2003年5月20日（22歳） | 広瀬愛菜             | 山梨県         | 歌手、3776/元Peach sugar snow              |
| 2003年5月21日（22歳） | ヤスミン・ヤマシタ   | ブラジル       | 歌手                                       |
| 2003年6月1日（22歳）  | 新倉愛海             | 神奈川県       | 歌手、アップアップガールズ（2）            |
| 2003年6月2日（22歳）  | 池田彪馬             | 北海道         | 歌手、SUPER★DRAGON                         |
| 2003年6月7日（22歳）  | 西田汐里             | 京都府         | 歌手、BEYOOOOONDS                          |
| 2003年6月13日（22歳） | 青木宙帆             | 沖縄県         | アイドル、僕が見たかった青空               |
| 2003年6月14日（22歳） | 中村守里             | 東京都         | 歌手、元ラストアイドル                     |
| 2003年6月20日（22歳） | 新井彩花             | 東京都         | 歌手、NiziU                                |
| 2003年6月21日（22歳） | 前野えま             | 神奈川県       | 歌手、元ミラクルキャンディーベリー/元FAVO♡ |
| 2003年6月22日（22歳） | 吉瀬真珠             | 宮城県         | 歌手、いぎなり東北産                       |
| 2003年6月24日（22歳） | 石川古都             | 東京都         | 歌手、FAVO♡                                |
| 2003年6月27日（22歳） | ラウール             | 東京都         | 歌手・俳優、Snow Man                       |

### 7月〜12月
| 生年月日・年齢         | 名前           | 出身     | 職業・所属・備考                                                       |
| ---------------------- | -------------- | -------- | ---------------------------------------------------------------------- |
| 2003年7月6日（22歳）   | 齊藤なぎさ     | 神奈川県 | 歌手・声優、元=LOVE                                                    |
| 2003年7月10日（22歳）  | 里仲菜月       | 茨城県   | 歌手、Task have Fun                                                    |
| 2003年7月12日（22歳）  | 吉澤要人       | 東京都   | 歌手、原因は自分にある。                                               |
| 2003年7月15日（22歳）  | 諭吉佳作/men   | 静岡県   | 歌手                                                                   |
| 2003年7月16日（22歳）  | 長野凌大       | 静岡県   | 歌手、原因は自分にある。                                               |
| 2003年7月18日（22歳）  | 西森杏弥       | 高知県   | アイドル、僕が見たかった青空                                           |
| 2003年7月19日（22歳）  | 本田ひまり     | 熊本県   | 歌手、ハープスター                                                     |
| 2003年7月20日（22歳）  | 新谷ゆづみ     | 和歌山県 | 歌手、元さくら学院/元Ciào Smiles                                       |
| 2003年7月20日（22歳）  | それいゆ       |          | 歌手、元SOLEIL                                                         |
| 2003年7月21日（22歳）  | RUANN          | 大阪府   | 歌手                                                                   |
| 2003年7月24日（22歳）  | 北村來嶺彩     | 滋賀県   | 歌手                                                                   |
| 2003年7月28日（22歳）  | 小出夏花       | 大阪府   | 歌手                                                                   |
| 2003年8月1日（22歳）   | 江口紗耶       | 兵庫県   | 歌手、BEYOOOOONDS                                                      |
| 2003年8月1日（22歳）   | 清宮レイ       | 埼玉県   | 歌手、元乃木坂46                                                       |
| 2003年8月7日（22歳）   | 梅山恋和       | 大阪府   | 歌手、元NMB48                                                          |
| 2003年8月8日（22歳）   | 木村伊吹       | 広島県   | 歌手、Zero PLANET                                                      |
| 2003年8月9日（22歳）   | 中村一葉       | 大阪府   | 歌手・元バレリーナ、LE SSERAFIM                                        |
| 2003年8月19日（21歳）  | 増田來亜       | 宮崎県   | 歌手、Girls2                                                           |
| 2003年8月21日（21歳）  | 市原愛弓       | 福岡県   | 歌手、≒JOY/元STU48（"市岡愛弓"名義）                                   |
| 2003年8月30日（21歳）  | MiYU Fine      | 兵庫県   | 歌手、REVERBEE                                                         |
| 2003年9月1日（21歳）   | アン・ユジン   | 韓国     | 歌手、元IZ*ONE                                                         |
| 2003年9月5日（21歳）   | 有栖川優奈     |          | 歌手、元asfi                                                           |
| 2003年9月27日（21歳）  | 髙橋未来虹     | 東京都   | 歌手、日向坂46                                                         |
| 2003年10月2日（21歳）  | 林瑠奈         | 兵庫県   | 歌手、乃木坂46                                                         |
| 2003年10月21日（21歳） | 太田遥香       | 北海道   | 歌手、元アンジュルム                                                   |
| 2003年10月21日（21歳） | 橘花怜         | 宮城県   | 歌手、いぎなり東北産/元SCK GIRLS                                       |
| 2003年10月22日（21歳） | 笠原桃奈       | 神奈川県 | 歌手、アンジュルム                                                     |
| 2003年10月27日（21歳） | 織山尚大       | 東京都   | 歌手、少年忍者                                                         |
| 2003年10月27日（21歳） | 千葉恵里       | 神奈川県 | 歌手、AKB48                                                            |
| 2003年11月2日（21歳）  | 市川優月       | 東京都   | 歌手、アメフラっシ/浪江女子発組合/元3B junior/元マジェスティックセブン |
| 2003年11月4日（21歳）  | 麻生真彩       | 神奈川県 | 歌手、元さくら学院                                                     |
| 2003年11月5日（21歳）  | ナルハワールド | 埼玉県   | 歌手、GO TO THE BEDS                                                   |
| 2003年11月9日（21歳）  | 長尾しおり     | 岐阜県   | 歌手、SUPER☆GiRLS                                                      |
| 2003年11月13日（21歳） | 小合麻由佳     | 京都府   | 歌手、NiziU                                                            |
| 2003年11月15日（21歳） | 延命杏咲実     | 東京都   | 元歌手、元ラストアイドル                                               |
| 2003年11月18日（21歳） | 小高サラ       | 栃木県   | 女優・元歌手、元ときめき♡宣伝部                                        |
| 2003年11月21日（21歳） | 猪子れいあ     | 北海道   | 歌手、元ラストアイドル                                                 |
| 2003年11月28日（21歳） | 甲斐心愛       | 広島県   | 歌手、STU48                                                            |
| 2003年12月1日（21歳）  | 日髙麻鈴       | 神奈川県 | 歌手、元さくら学院                                                     |
| 2003年12月5日（21歳）  | 鈴木杏奈       | 栃木県   | 歌手・野木町観光大使・とちぎ未来大使・声優                             |
| 2003年12月8日（21歳）  | 沢村りさ       | 大阪府   | 歌手、Lily of the valley                                               |
| 2003年12月8日（21歳）  | 宮田くるみ     | 千葉県   | 歌手、iSPY、元おはガール/元Ciào Smiles                                 |
| 2003年12月9日（21歳）  | 森田光結       | 神奈川県 | 歌手、元Loveme Kissme                                                  |
| 2003年12月18日（21歳） | 高杉美々羽     |          | 歌手、asfi                                                             |
| 月日不明               | 金星           | 東京都   | テクノミュージシャン                                                   |

## 死去
- 1月4日 - イフラ・ニーマン（ レバノン、ヴァイオリニスト、*1923年）
- 1月12日 - モーリス・ギブ（ イギリス、ビージーズのメンバー、*1949年）
- 1月23日 - ネル・カーター（ アメリカ合衆国、歌手・女優、*1948年）
- 1月26日 - ジョン・ブラウニング（ アメリカ合衆国、ピアニスト、*1933年）
- 2月1日 - モンゴ・サンタマリア（ キューバ、コンガ奏者、*1922年）
- 3月11日 - 日暮雅信（千葉県、作曲家、*1927年）
- 4月1日 - レスリー・チャン（ 香港、歌手・俳優、*1956年）
- 4月2日 - エドウィン・スター（ アメリカ合衆国、ソウル歌手、*1942年）
- 4月10日 - リトル・エヴァ（ アメリカ合衆国、歌手、*1943年）
- 4月17日 - アール・キング（ アメリカ合衆国、ギタリスト・シンガーソングライター、*1934年）
- 4月21日 - ニーナ・シモン（ アメリカ合衆国、歌手、*1933年）
- 4月24日 - 飯田三郎（北海道、作曲家、*1912年）
- 5月2日 - 宮崎尚志（東京府、作曲家、*1934年）
- 5月7日 - 冬杜花代子（作詞家）
- 5月11日 - ノエル・レディング（ イギリス、ベーシスト、*1945年）
- 5月19日 - イヴォ・ジーデク（ チェコスロバキア、テノール歌手、*1926年）
- 5月27日 - ルチアーノ・ベリオ（ イタリア、作曲家、*1925年）
- 5月31日 - 南弘子（東京都、女優・歌手、*1946年）
- 5月31日 - 畠山昌久（東京都、歌手、元JOHNNYS' ジュニア・スペシャル、*1958年）
- 7月4日 - バリー・ホワイト（ アメリカ合衆国、ソウル歌手、*1944年）
- 7月17日 - ロザリン・テューレック（ アメリカ合衆国、ピアニスト、*1914年）
- 8月7日 - 伊藤素道（ジャズ歌手、*1928年）
- 8月9日 - 沢たまき（神奈川県、歌手・女優・参議院議員、*1937年）
- 9月2日 - 笈田敏夫（ ドイツ、ジャズ歌手、*1925年）
- 9月4日 - ティボール・ヴァルガ（ ハンガリー、ヴァイオリニスト、*1921年）
- 9月4日 - 福田一郎（音楽評論家、*1925年）
- 9月7日 - ウォーレン・ジヴォン（ アメリカ合衆国、シンガーソングライター、*1947年）
- 9月4日 - ローラ・ボベスコ（ ベルギー、ヴァイオリニスト、*1921年）
- 9月4日 - ティボール・ヴァルガ（ ハンガリー、指揮者、*1921年）
- 9月12日 - ジョニー・キャッシュ（ アメリカ合衆国、歌手、*1932年）
- 9月22日 - 鷲見四郎（鳥取県、ヴァイオリニスト、*1913年）
- 9月26日 - ロバート・パーマー（ イギリス、歌手、*1949年）
- 10月10日 - ユージン・イストミン（ アメリカ合衆国、ピアニスト、*1925年）
- 10月21日 - エリオット・スミス（ アメリカ合衆国、シンガーソングライター、*1969年）
- 10月29日 - フランコ・コレッリ（ イタリア、テノール歌手、*1921年）
- 11月1日 - ジョージ川口（京都府、ドラマー、*1927年）
- 11月14日 - エルンスト・ボーデンゾーン（ ドイツ、フルート奏者、*1914年）
- 12月5日 - バーブ佐竹（北海道、歌手、*1935年）
- 12月6日 - ハンス・ホッター（ ドイツ、バスバリトン歌手、*1909年）
- 12月23日 - レイモンド・コンデ（ジャズ・クラリネット奏者、*1916年）
- 12月30日 - 梅艶芳（ 香港、歌手・女優、*1963年）